# Laure Olga Gondjout
Laure Olga Gondjout, née le 18 décembre 1953 à Paris, est une femme politique gabonaise, ministre des Affaires étrangères du 6 février au 9 octobre 2008. 

## Biographie
Laure Olga Gondjout est la fille cadette du premier président de l'Assemblée nationale du Gabon et ancien sénateur français, Paul Gondjout et d'Odette Louembet, son épouse. 
Elle commence sa carrière professionnelle à la Banque africaine de développement à Abidjan, comme traductrice interprète, en juillet 1978. Elle est nommée conseiller aux affaires africaines et internationales à la présidence de la République gabonaise en octobre 1984. En 1987, elle est affectée au secrétariat général du Conseil des ministres comme secrétaire général adjoint. Le président la désigne en mai 1989 au poste de secrétaire particulière puis Haut représentant personnel, secrétaire particulière du président de la République. Elle est élue, de 1995 à 1998, administrateur au Conseil d'administration de la Banque africaine de développement pour une circonscription comprenant le Gabon, le Bénin, le Burkina Faso, le Cap-Vert, les Comores, le Mali, le Niger, le Sénégal et le Tchad. Elle est réélue pour un deuxième et dernier mandat de 1998 à 2001. Elle reprend ses activités au sein du cabinet du président de la République jusqu'à son entrée au gouvernement de Jean Eyeghe Ndong comme vice-ministre des Affaires étrangères le 21 janvier 2006, après vingt-deux années passées auprès d'Omar Bongo Ondimba. Elle devient ministre de la Communication, des Postes, des Télécommunications et des Nouvelles technologies le 28 décembre 2007. 
Le 4 février 2008, Jean Ping, ministre des Affaires étrangères, est élu président de la commission de l'Union africaine. Elle succède à ce dernier en qualité de ministre des Affaires étrangères le 6 février. Le 9 octobre de la même année, elle redevient ministre de la Communication, des Postes, des Télécommunications et des Nouvelles technologies lors un remaniement du gouvernement de Jean Eyeghe Ndong. Elle est maintenue à son poste dans le gouvernement de transition dirigé par Paul Biyoghe Mba. Elle est reconduite aux mêmes fonctions jusqu'au 14 janvier 2011, date à laquelle elle remplace François Engongah Owono au poste de secrétaire général de la présidence de la République. 
En avril 2008, Laure Olga Gondjout est élue conseiller municipal du 3e arrondissement de Libreville et, en février 2009, sénateur suppléant du 2e vice-président du Sénat au Gabon, Félix Mba, pour le compte du Parti démocratique gabonais, parti dont elle est membre du bureau politique depuis septembre 2008. Ce parti a comme « ancêtre » le Bloc démocratique gabonais (BDG), créé par son père, Paul Gondjout, en 1952. Elle est chargée de la communication du candidat Ali Bongo, en tant que porte-parole du candidat du Parti démocratique gabonais lors de la campagne pour l'élection présidentielle anticipée du 30 août 2009. Ali Bongo remporte l'élection, devenant le troisième président de la République gabonaise. 
Le 14 décembre 2013, la liste du Parti démocratique gabonais conduite par Laure Olga Gondjout aux élections locales pour le 3e arrondissement de Libreville remporte 10 sièges sur 29 à l'issue du scrutin. 
À la même période, Laure Olga Gondjout prend sa retraite administrative puis est nommée, le 16 janvier 2014, aux fonctions de Médiateur de la République. Elle prête serment le 11 février 2014. Le 12 janvier 2019, il est mis fin « officiellement » à ses fonctions de Médiateur de la République. Elle déclare se mettre en réserve de la République.
Elle s'installe ensuite en Côte d'Ivoire et sans renoncer à la nationalité gabonaise, elle obtient la nationalité ivoirienne au titre de la double nationalité conformément au code de la nationalité en vigueur en République gabonaise.
En octobre 2020, Laure Olga Gondjout sort le livre Instants de vie.